# Nicola Legrottaglie
Nicola Legrottaglie (* 20. Oktober 1976 in Gioia del Colle (BA)) ist ein ehemaliger italienischer Fußballspieler und heutiger -trainer.

## Karriere

### Im Verein
Nicola Legrottaglie begann seine Fußballkarriere in den Jugendmannschaften der AS Bari. Seine erste Profistation war die AC Pistoiese in der Saison 1996/97, danach spielte er ein Jahr bei der AC Prato.
Von 1998 bis 2003 stand Legrottaglie bei Chievo Verona unter Vertrag, von denen er 2000 zur AC Reggiana und in der Saison 2000/01 zum FC Modena ausgeliehen wurde. Bei Chievo entwickelte er sich zu einem starken Innenverteidiger und zog so das Interesse der Großklubs auf sich.

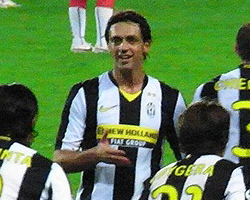
Legrottaglie 2008 im Trikot von Juventus Turin

Im Sommer 2003 wechselte Nicola Legrottaglie zu Juventus Turin, wo er anfangs Stammspieler war. Wegen nachlassender Leistungen bekam er unter Fabio Capello nur noch wenige Einsätze. Ende des Jahres 2004 bekam er den Bidone d’oro zugesprochen. Schließlich wurde er im Januar 2005 bis Saisonende zum FC Bologna und für die Spielzeit 2005/06 zur AC Siena ausgeliehen.
Zur Saison 2006/07 kehrte er zu Juventus zurück, die nach dem Zwangsabstieg in die Serie B viele routinierte Abwehrspieler, wie Lilian Thuram, Fabio Cannavaro und Gianluca Zambrotta verloren hatten. Nachdem er anfangs von Trainer Didier Deschamps nicht berücksichtigt worden war, kam er in der zweiten Saisonhälfte öfter zum Einsatz, absolvierte insgesamt zwölf Partien und schaffte mit der Mannschaft den direkten Wiederaufstieg in die Serie A.
In der Saison 2007/08 erlebte Nicola Legrottaglie seinen Zweiten Frühling. Vor der Spielzeit fast verkauft und nur als Ergänzungsspieler im Kader geblieben, profitierte er von den Verletzungen seiner Verteidiger-Kollegen Jean-Alain Boumsong und Jorge Andrade. Legrottaglie war Stammspieler in der Innenverteidigung und zeigte eine Zweikampf- und Nervenstärke wie in seinen besten Zeiten. Aus diesem Grund wurde sein zum Saisonende auslaufender Vertrag bei Juventus im November 2007 bis Sommer 2010 verlängert. Mit seinen Leistungen empfahl sich der Süditaliener außerdem auch wieder für die Nationalmannschaft.
Ende Januar 2011 wechselte Legrottaglie kurz vor Ende der Transferfrist ablösefrei zur AC Mailand. Nach nur einem Spiel in der Rückrunde der Saison 2010/11 wurde sein Vertrag dort nicht verlängert.
Zur Saison 2011/12 wechselte Legrottaglie zu Catania Calcio, wo er seine Karriere 2014 beendete.

### In der Nationalmannschaft
Nicola Legrottaglie absolvierte 16 Spiele für die italienische Nationalmannschaft und erzielte dabei ein Tor. Er debütierte am 20. November 2002 unter Giovanni Trapattoni beim 1:1 gegen die Türkei. Zwischen 2004 und 2008 wurde er nicht für die Squadra Azzurra nominiert. Im August 2008 wurde Legrottaglie, nach einer guten Saison bei Juventus, von Marcello Lippi erstmals wieder in den Kader der italienischen Nationalmannschaft berufen und beim 2:2 gegen Österreich eingesetzt. Seine letzte Partie für Italien absolvierte er im November 2009 beim 1:0-Sieg gegen Schweden.

## Erfolge
- Italienische Meisterschaft: 2004/05 1, 2010/11
- Italienische Serie-B-Meisterschaft: 2006/07
- Italienischer Supercup: 2003